# Campionato del mondo rallycross 2021
La stagione 2021 del campionato del mondo rallycross è stata l'ottava edizione del campionato gestito dalla FIA. È iniziata il 23 luglio sul circuito di Catalogna a Montmeló, in Spagna, e si è conclusa il 28 novembre sul tracciato del Nürburgring a Nürburg, in Germania; la serie era costituita da 9 eventi disputatisi in sette differenti nazioni e in alcune date venne supportata come di consueto dal campionato europeo.
Il campionato vide la presenza della classe regina RX1 (sino al 2020 chiamata Supercar) e del monomarca cadetto RX2e, il quale a partire da questa stagione riguardava soltanto vetture a propulsione elettrica. Per quanto concerne la classe regina, il 2021 ha segnato la fine dell'"era Supercar" delle vetture con motore a combustione interna, in quanto dall'edizione 2022 si passerà alla classe RX1e, in cui si utilizzeranno auto elettriche con potenza intorno ai 500 kW.

## Calendario
Il campionato, nella sua versione definitiva approvata a fine maggio del 2021, prevedeva nove appuntamenti da disputarsi in sette differenti nazioni e interamente in Europa.
| Calendario definitivo | Calendario definitivo | Calendario definitivo                 | Calendario definitivo            | Calendario definitivo                       | Calendario definitivo |
| Gara                  | Data                  | Evento                                | Circuito                         | Località                                    | Categorie             |
| --------------------- | --------------------- | ------------------------------------- | -------------------------------- | ------------------------------------------- | --------------------- |
| 1                     | 23–24 luglio          | World RX of Catalunya-Barcelona       | Circuito di Catalogna            | Montmeló, Catalogna                         | RX1 RX2e              |
| 2                     | 20–22 agosto          | World RX of Sweden                    | Höljesbanan                      | Höljes, Torsby, contea di Värmland          | RX1 RX2e              |
| 3                     | 3–5 settembre         | Bretagne World RX of Lohéac           | Circuito di Lohéac               | Lohéac, Bretagna                            | RX1 RX2e              |
| 4                     | 18 settembre          | Ferratum World RX of Riga 1           | Biķernieku Kompleksā Sporta Bāze | Riga                                        | RX1                   |
| 5                     | 19 settembre          | Ferratum World RX of Riga 2           | Biķernieku Kompleksā Sporta Bāze | Riga                                        | RX1                   |
| 6                     | 9–10 ottobre          | Benelux World RX of Spa-Francorchamps | Circuito di Spa-Francorchamps    | Francorchamps, Stavelot, provincia di Liegi | RX1 RX2e              |
| 7                     | 16–17 ottobre         | Cooper Tires World RX of Portugal     | Pista Automóvel de Montalegre    | Montalegre, Região Norte                    | RX1                   |
| 8                     | 27 novembre           | FIA World RX of Germany 1             | Nürburgring                      | Nürburg, Renania-Palatinato                 | RX1                   |
| 9                     | 27–28 novembre        | FIA World RX of Germany 2             | Nürburgring                      | Nürburg, Renania-Palatinato                 | RX1 RX2e              |

| Eventi cancellati                                                       | Eventi cancellati                                                       | Eventi cancellati                                                       | Eventi cancellati | Eventi cancellati | Eventi cancellati |
| Evento                                                                  | Circuito                                                                | Località                                                                | Data prevista     | note |                   |
| ----------------------------------------------------------------------- | ----------------------------------------------------------------------- | ----------------------------------------------------------------------- | ----------------- | --- | ----------------- |
| Medio Oriente (la località esatta dell'evento non è mai stata definita) | Medio Oriente (la località esatta dell'evento non è mai stata definita) | Medio Oriente (la località esatta dell'evento non è mai stata definita) | 15–16 ottobre     | Cancellato a fine marzo 2021 per le restrizioni sui viaggi e/o i protocolli sanitari imposti dalla pandemia di COVID-19.  |                   |
| Rallycross del Sudafrica                                                | Killarney Motor Racing Complex                                          | Killarney, Città del Capo                                               | 27–28 novembre    | Cancellato a fine marzo 2021 per le restrizioni sui viaggi e/o i protocolli sanitari imposti dalla pandemia di COVID-19.  |                   |
| Rallycross di Finlandia                                                 | Kouvola Circuit                                                         | Kouvola, Kymenlaakso                                                    | 19–20 giugno      | Cancellato a fine marzo 2021 per le restrizioni sui viaggi e/o i protocolli sanitari imposti dalla pandemia di COVID-19.  |                   |
| Rallycross di Norvegia                                                  | Lånkebanen                                                              | Hell, Stjørdal, Trøndelag                                               | 12–13 giugno      | Cancellato a metà maggio 2021 per le restrizioni sui viaggi e/o i protocolli sanitari imposti dalla pandemia di COVID-19. |                   |
| Fonti                                                                   |                                                                         |                                                                         |                   | |                   |

### Cambiamenti nel calendario rispetto alla stagione 2020
Nella sua prima versione, approvata il 16 dicembre 2020, il calendario prevedeva 10 appuntamenti, di cui otto da disputarsi in Europa, uno in Africa e uno in Asia, con alcune novità rispetto alla stagione 2020 che fu pesantemente condizionata dalla pandemia di COVID-19: 
- Il reinserimento dei Rallycross del Benelux, del Rallycross di Norvegia, del Rallycross di Germania, del Rallycross di Francia e del Rallycross del Sudafrica, tutti presenti nel programma iniziale del 2020 ma cancellati durante l'anno a causa della pandemia, più una gara da disputarsi in Medio Oriente con località ancora non stabilita al momento della presentazione del calendario.[1]

### Cambiamenti nel calendario dovuti alla pandemia da COVID-19
Verso la fine di marzo del 2021 venne rivisto il calendario e pubblicato con alcune modifiche rispetto alla versione iniziale annunciata a metà dicembre 2020:
- Vennero esclusi dal programma il Rallycross di Finlandia, tornato in calendario nel 2020 dopo 6 anni di assenza, quello del Sudafrica e l'evento previsto in Medio Oriente, tutti a causa elle restrizioni sui viaggi e/o i protocolli sanitari imposti dalla pandemia di COVID-19 e anche per la difficoltà a reperire date alternative in un periodo ristretto dell'anno.
- L'appuntamento tedesco venne "raddoppiato", pertanto sul circuito del Nürburgring si svolgeranno due gare valide per il mondiale.
- Il rallycross del Benelux, previsto come gara inaugurale a fine maggio, venne spostato ai primi di ottobre, mentre quello di Lettonia passò da agosto a settembre.

La versione definitiva del calendario venne annunciata a metà maggio con alcuni ulteriori cambiamenti:
- Venne definitivamente annullato il rallycross di Norvegia, previsto come evento iniziale della serie, e il suo posto venne preso dal Rallycross del Portogallo, al ritorno nel mondiale dopo un anno di assenza, il quale venne inserito come gara conclusiva del campionato.
- Il rallycross di Svezia venne spostato dai primi di luglio alla fine di agosto.

### Cambiamenti nel calendario a stagione in corso
- Il rallycross di Germania venne spostato dai primi di agosto a fine novembre a causa dei disastri conseguenti alle alluvioni che nel mese di luglio hanno interessato numerosi territori dell'Europa centrale.[7]
- Il rallycross del Portogallo venne anticipato di una settimana e si svolgerà il 16 e il 17 ottobre.[8]

## Squadre e piloti

### Classe RX1
| Squadre iscritte ufficialmente al campionato              | Squadre iscritte ufficialmente al campionato | Squadre iscritte ufficialmente al campionato | Squadre iscritte ufficialmente al campionato | Squadre iscritte ufficialmente al campionato | Squadre iscritte ufficialmente al campionato | Squadre iscritte ufficialmente al campionato |
| Costruttore                                               | Vettura                                      | Squadra                                      | Pneumatici                                   | N°                                           | Pilota                                       | Gare                                         |
| --------------------------------------------------------- | -------------------------------------------- | -------------------------------------------- | -------------------------------------------- | -------------------------------------------- | -------------------------------------------- | -------------------------------------------- |
| Audi                                                      | Audi S1                                      | KYB EKS JC                                   | C                                            | 1                                            | Johan Kristoffersson                         | Tutte                                        |
| Audi                                                      | Audi S1                                      | KYB EKS JC                                   | C                                            | 91                                           | Enzo Ide                                     | Tutte                                        |
| Hyundai                                                   | Hyundai i20                                  | GRX-Set World RX Team                        | C                                            | 23                                           | Krisztián Szabó                              | Tutte                                        |
| Hyundai                                                   | Hyundai i20                                  | GRX-Set World RX Team                        | C                                            | 68                                           | Niclas Grönholm                              | Tutte                                        |
| Peugeot                                                   | Peugeot 208                                  | Hansen World RX Team                         | C                                            | 9                                            | Kevin Hansen                                 | Tutte                                        |
| Peugeot                                                   | Peugeot 208                                  | Hansen World RX Team                         | C                                            | 21                                           | Timmy Hansen                                 | Tutte                                        |
| Ulteriori iscritti non registrati al campionato a squadre |                                              |                                              |                                              |                                              |                                              |                                              |
| Audi                                                      | Audi S1                                      | Karai Motorsport Sportegyesület              | C                                            | 73                                           | Támas Kárai                                  | 1, 8–9                                       |
| Audi                                                      | Audi S1                                      | Volland Racing KFT                           | C                                            | 95                                           | Yury Belevskiy                               | 8–9                                          |
| Citroën                                                   | Citroën DS3                                  | Hervé Knapick                                | C                                            | 84                                           | Hervé Knapick                                | 3, 6, 8                                      |
| Ford                                                      | Ford Fiesta MK6                              | Juha Rytkönen                                | C                                            | 18                                           | Juha Rytkönen                                | 1–2, 4–6                                     |
| Ford                                                      | Ford Fiesta MK6                              | Nyirad Motorsport KFT                        | C                                            | 50                                           | Attila Mózer                                 | 1–2                                          |
| Ford                                                      | Ford Fiesta MK6                              | Oliver O'Donovan                             | C                                            | 2                                            | Oliver O'Donovan                             | 3, 6–9                                       |
| Ford                                                      | Ford Fiesta MK6                              | Team SKÅAB                                   | C                                            | 31                                           | Stefan Kristensson                           | 8–9                                          |
| Hyundai                                                   | Hyundai i20 WRX                              | Patrick Guillerme                            | C                                            | 83                                           | Patrick Guillerme                            | 1                                            |
| Hyundai                                                   | Hyundai i20 WRX                              | Hedströms Motorsport                         | C                                            | 8                                            | Peter Hedström                               | 2                                            |
| Hyundai                                                   | Hyundai i20 WRX                              | Hedströms Motorsport                         | C                                            | 92                                           | Anton Marklund                               | 6, 8–9                                       |
| Hyundai                                                   | Hyundai i20 WRX                              | Davy Jeanney                                 | C                                            | 27                                           | Davy Jeanney                                 | 8–9                                          |
| Mini                                                      | Mini Cooper SX1                              | Oliver Bennett                               | C                                            | 42                                           | Oliver Bennett                               | 1                                            |
| Renault                                                   | Renault Mégane R.S.                          | Unkorrupted                                  | C                                            | 69                                           | Kevin Abbring                                | 1–6                                          |
| Renault                                                   | Renault Mégane R.S.                          | Unkorrupted                                  | C                                            | 36                                           | Guerlain Chicherit                           | 8–9                                          |
| SEAT                                                      | SEAT Ibiza                                   | ALL-INKL.COM Münnich Motorsport              | C                                            | 5                                            | Mattias Ekström                              | 4–5                                          |
| SEAT                                                      | SEAT Ibiza                                   | ALL-INKL.COM Münnich Motorsport              | C                                            | 38                                           | Mandie August                                | 1                                            |
| SEAT                                                      | SEAT Ibiza                                   | ALL-INKL.COM Münnich Motorsport              | C                                            | 44                                           | Timo Scheider                                | 1, 3–6                                       |
| SEAT                                                      | SEAT Ibiza                                   | ALL-INKL.COM Münnich Motorsport              | C                                            | 77                                           | René Münnich                                 | 1                                            |
| Volkswagen                                                | Volkswagen Polo                              | Hedströms Motorsport                         | C                                            | 17                                           | Dan Öberg                                    | 1, 4–5                                       |
| Note:                                                     |                                              |                                              |                                              |                                              |                                              |                                              |

### Classe RX2e[32]
| Costruttore      | Vettura | Squadra                   | Pneumatici | N°  | Pilota                  | Gare      |
| ---------------- | ------- | ------------------------- | ---------- | --- | ----------------------- | --------- |
| Olsbergs MSE/QEV | RX2e    | Ruben Fernandez Gil       | C          | 5   | Pablo Suárez            | 1–2       |
| Olsbergs MSE/QEV | RX2e    | Monlau Competición        | C          | 5   | Pablo Suárez            | 3, 6, 8   |
| Olsbergs MSE/QEV | RX2e    | Patrick O'Donovan         | C          | 13  | Patrick O'Donovan       | 1–3, 6, 8 |
| Olsbergs MSE/QEV | RX2e    | Damien Meunier            | C          | 21  | Damien Meunier          | 1–2       |
| Olsbergs MSE/QEV | RX2e    | Olsbergs MSE              | C          | 35  | Fraser McConnell        | 1–2       |
| Olsbergs MSE/QEV | RX2e    | Olsbergs MSE              | C          | 47  | Jesse Kallio            | 1–3, 6, 8 |
| Olsbergs MSE/QEV | RX2e    | Olsbergs MSE              | C          | 11  | Dorian Deslandes        | 3         |
| Olsbergs MSE/QEV | RX2e    | Olsbergs MSE              | C          | 121 | Conner Martell          | 3, 6      |
| Olsbergs MSE/QEV | RX2e    | Olsbergs MSE              | C          | 12  | Klara Andersson         | 6         |
| Olsbergs MSE/QEV | RX2e    | Olsbergs MSE              | C          | 28  | Filip Thorén            | 6, 8      |
| Olsbergs MSE/QEV | RX2e    | Olsbergs MSE              | C          | 82  | Isak Sjökvist           | 6, 8      |
| Olsbergs MSE/QEV | RX2e    | Jan Oscar Ortfeldt        | C          | 36  | Jan Oscar Ortfeldt      | 1         |
| Olsbergs MSE/QEV | RX2e    | G4 Motors SA              | C          | 55  | Jose-Luis Garcia Molina | 1         |
| Olsbergs MSE/QEV | RX2e    | Mark Flaherty             | C          | 77  | Mark Flaherty           | 1         |
| Olsbergs MSE/QEV | RX2e    | Ole Henry Steinsholt      | C          | 88  | Ole Henry Steinsholt    | 1         |
| Olsbergs MSE/QEV | RX2e    | Guillaume De Ridder       | C          | 96  | Guillaume De Ridder     | 1–3, 6, 8 |
| Olsbergs MSE/QEV | RX2e    | Kristoffersson Motorsport | C          | 14  | Nils Andersson          | 2–3       |
| Olsbergs MSE/QEV | RX2e    | Linus Östlund             | C          | 18  | Linus Östlund           | 2         |
| Olsbergs MSE/QEV | RX2e    | EKS JC                    | C          | 170 | Isak Reiersen           | 2         |
| Olsbergs MSE/QEV | RX2e    | RN Kapersky Racing Team   | C          | 15  | Reinis Nitišs           | 3         |
| Olsbergs MSE/QEV | RX2e    | Isak Sjökvist             | C          | 82  | Isak Sjökvist           | 3         |
| Olsbergs MSE/QEV | RX2e    | Cyril Raymond             | C          | 113 | Cyril Raymond           | 3         |
| Olsbergs MSE/QEV | RX2e    | XITE Energy Racing        | C          | 22  | Christine Giampaoli     | 6         |
| Olsbergs MSE/QEV | RX2e    | Acciona \| Sainz XE Team  | C          | 44  | Laia Sanz               | 6         |
| Olsbergs MSE/QEV | RX2e    | Kobe Pauwels              | C          | 2   | Ann Luijten             | 8         |
| Olsbergs MSE/QEV | RX2e    | Team SKÅAB                | C          | 12  | Klara Andersson         | 8         |
| Olsbergs MSE/QEV | RX2e    | Escuderia Mollerussa      | C          | 112 | Pepe Arqué              | 8         |
| Note:            |         |                           |            |     |                         |           |

## Risultati e statistiche
| Gara | Nome gara                                                        | Vincitori | Vincitori | Vincitori            | Vincitori                              | Vincitori    | Vincitori    | Statistiche  |
| Gara | Nome gara                                                        | Categoria | N°        | Pilota               | Squadra e vettura                      | Tempo finale | Punti totali | Partecipanti |
| ---- | ---------------------------------------------------------------- | --------- | --------- | -------------------- | -------------------------------------- | ------------ | ------------ | ------------ |
| 1    | World RX of Catalunya-Barcelona (23–24 luglio) — Resoconto       | RX1       | 9         | Kevin Hansen         | Hansen World RX Team (Peugeot 208 WRX) | 4'35"533     | 29           | 16           |
| 1    | World RX of Catalunya-Barcelona (23–24 luglio) — Resoconto       | RX2e      | 96        | Guillaume De Ridder  | Guillaume De Ridder (RX2e)             | 4'49"451     | 30           | 10           |
|      |                                                                  |           |           |                      |                                        |              |              |              |
| 2    | Swecon World RX of Sweden (21–22 agosto) — Resoconto             | RX1       | 21        | Timmy Hansen         | Hansen World RX Team (Peugeot 208 WRX) | 4'26"709     | 30           | 10           |
| 2    | Swecon World RX of Sweden (21–22 agosto) — Resoconto             | RX2e      | 96        | Jesse Kallio         | Olsbergs MSE (RX2e)                    | 4'39"714     | 29           | 10           |
|      |                                                                  |           |           |                      |                                        |              |              |              |
| 3    | Bretagne World RX of Lohéac (4–5 settembre) — Resoconto          | RX1       | 21        | Timmy Hansen         | Hansen World RX Team (Peugeot 208 WRX) | 3'44"217     | 28           | 10           |
| 3    | Bretagne World RX of Lohéac (4–5 settembre) — Resoconto          | RX2e      | 11        | Dorian Deslandes     | Olsbergs MSE (RX2e)                    | 3'51"971     | 30           | 10           |
|      |                                                                  |           |           |                      |                                        |              |              |              |
| 4    | Ferratum World RX of Riga 1 (18 settembre) — Resoconto           | RX1       | 68        | Niclas Grönholm      | GRX-Set World RX Team (Hyundai i20)    | 4'59"350     | 29           | 10           |
|      |                                                                  |           |           |                      |                                        |              |              |              |
| 5    | Ferratum World RX of Riga 2 (19 settembre) — Resoconto           | RX1       | 1         | Johan Kristoffersson | KYB EKS JC (Audi S1)                   | 4'59"316     | 29           | 10           |
|      |                                                                  |           |           |                      |                                        |              |              |              |
| 6    | Benelux World RX of Spa-Francorchamps (9–10 ottobre) — Resoconto | RX1       | 1         | Johan Kristoffersson | KYB EKS JC (Audi S1)                   | 3'10"857     | 29           | 12           |
| 6    | Benelux World RX of Spa-Francorchamps (9–10 ottobre) — Resoconto | RX2e      | 96        | Guillaume De Ridder  | Guillaume De Ridder (RX2e)             | 3'21"816     | 29           | 10           |
|      |                                                                  |           |           |                      |                                        |              |              |              |
| 7    | Cooper Tires World RX of Portugal (16–17 ottobre) — Resoconto    | RX1       | 68        | Niclas Grönholm      | GRX-Set World RX Team (Hyundai i20)    | 3'56"426     | 26           | 7            |
|      |                                                                  |           |           |                      |                                        |              |              |              |
| 8    | FIA World RX of Germany 1 (27 novembre) — Resoconto              | RX1       | 1         | Johan Kristoffersson | KYB EKS JC (Audi S1)                   | 3'44"666     | 30           | 14           |
| 8    | FIA World RX of Germany 1 (27 novembre) — Resoconto              | RX2e      | 96        | Guillaume De Ridder  | Guillaume De Ridder (RX2e)             | 3'53"965     | 29           | 9            |
|      |                                                                  |           |           |                      |                                        |              |              |              |
| 9    | FIA World RX of Germany 2 (28 novembre) — Resoconto              | RX1       | 68        | Niclas Grönholm      | GRX-Set World RX Team (Hyundai i20)    | 3'40"557     | 26           | 13           |

## Classifiche

### Punteggio
|                | Posizione | Posizione | Posizione | Posizione | Posizione | Posizione | Posizione | Posizione | Posizione | Posizione | Posizione | Posizione | Posizione | Posizione | Posizione | Posizione |
| Turno          | 1º        | 2º        | 3º        | 4º        | 5º        | 6º        | 7º        | 8º        | 9º        | 10º       | 11º       | 12º       | 13º       | 14º       | 15º       | 16º       |
| -------------- | --------- | --------- | --------- | --------- | --------- | --------- | --------- | --------- | --------- | --------- | --------- | --------- | --------- | --------- | --------- | --------- |
| Qualificazioni | 16        | 15        | 14        | 13        | 12        | 11        | 10        | 9         | 8         | 7         | 6         | 5         | 4         | 3         | 2         | 1         |
| Semifinali     | 6         | 5         | 4         | 3         | 2         | 1         |           |           |           |           |           |           |           |           |           |           |
| Finale         | 8         | 5         | 4         | 3         | 2         | 1         |           |           |           |           |           |           |           |           |           |           |

- Su sfondo rosso i piloti che non si qualificano per il turno successivo.

### RX1

#### Classifica piloti
| Pos. | Pilota               | BAR | SVE | FRA | LET | LET | BEN | POR | GER | GER | Punti |
| ---- | -------------------- | --- | --- | --- | --- | --- | --- | --- | --- | --- | ----- |
| 1    | Johan Kristoffersson | 3   | 7   | 7   | 5   | 1   | 1   | 6   | 1   | 3   | 217   |
| 2    | Timmy Hansen         | 2   | 1   | 1   | 2   | 3   | 4   | 2   | 5   | 4   | 217   |
| 3    | Niclas Grönholm      | 8   | 8   | 3   | 1   | 2   | 8   | 1   | 4   | 1   | 197   |
| 4    | Kevin Hansen         | 1   | 2   | 2   | 3   | 5   | 2   | 3   | 9   | 2   | 191   |
| 5    | Krisztián Szabó      | 4   | 5   | 5   | 4   | 6   | 3   | 4   | 3   | 7   | 162   |
| 6    | Enzo Ide             | 10  | 4   | 8   | 9   | 9   | 5   | 5   | 6   | 6   | 125   |
| 7    | Kevin Abbring        | 6   | 3   | 4   | 8   | 8   | 7   |     |     |     | 97    |
| 8    | Timo Scheider        | 7   |     | 6   | 6   | 7   | 9   |     |     |     | 75    |
| 9    | Juha Rytkönen        | 9   | 6   |     | 10  | 10  | 10  |     |     |     | 52    |
| 10   | Mattias Ekström      |     |     |     | 7   | 4   |     |     |     |     | 37    |
| 11   | Oliver O'Donovan     |     |     | 9   |     |     | 12  | 7   | 13  | 13  | 37    |
| 12   | Yury Belevskiy       |     |     |     |     |     |     |     | 2   | 9   | 36    |
| 13   | Anton Marklund       |     |     |     |     |     | 6   |     | 12  | 8   | 33    |
| 14   | Guerlain Chicherit   |     |     |     |     |     |     |     | 7   | 5   | 27    |
| 15   | Tamás Kárai          | 11  |     |     |     |     |     |     | 10  | 11  | 25    |
| 16   | Davy Jeanney         |     |     |     |     |     |     |     | 8   | 10  | 20    |
| 17   | Hervé Knapick        |     |     | 10  |     |     | 11  |     | 14  |     | 18    |
| 18   | René Münnich         | 5   |     |     |     |     |     |     |     |     | 16    |
| 19   | Stefan Kristensson   |     |     |     |     |     |     |     | 11  | 12  | 14    |
| 20   | Attila Mózer         | 14  | 10  |     |     |     |     |     |     |     | 13    |
| 21   | Peter Hedström       |     | 9   |     |     |     |     |     |     |     | 11    |
| 22   | Oliver Bennett       | 12  |     |     |     |     |     |     |     |     | 8     |
| 23   | Dan Öberg            | 16  |     |     | 11  | 11  |     |     |     |     | 7     |
| 24   | Mandie August        | 13  |     |     |     |     |     |     |     |     | 4     |
| 25   | Patrick Guillerme    | 15  |     |     |     |     |     |     |     |     | 2     |
| Pos. | Pilota               | BAR | SVE | FRA | LET | LET | BEN | POR | GER | GER | Punti |

| Colore  | Risultato                |
| ------- | ------------------------ |
| Oro     | Vincitore                |
| Argento | 2º posto                 |
| Bronzo  | 3º posto                 |
| Verde   | Finito a punti           |
| Blu     | Finito senza punti       |
| Blu     | Non classificato (NC)    |
| Viola   | Ritirato (Rit)           |
| Nero    | Squalificato (SQ)        |
| Nero    | Escluso (ES)             |
| Bianco  | Non ha gareggiato        |
| Bianco  | Iscrizione ritirata (WD) |
| Bianco  | Non partito (NP)         |
| Bianco  | Gara cancellata (C)      |

#### Classifica squadre
La classifica a squadre si componeva della somma dei punti ottenuti nella graduatoria piloti in ogni appuntamento del mondiale dai singoli componenti ogni scuderia. Eventuali concorrenti non iscritti al campionato a squadre, pur non potendo marcare punti per lo stesso, non erano comunque "trasparenti" nell'assegnazione del punteggio per chi vi partecipava.
| Pos. | Squadra               | N° | Pilota               | BAR | SVE | FRA | LET | LET | BEN | POR | GER | GER | Punti |
| ---- | --------------------- | -- | -------------------- | --- | --- | --- | --- | --- | --- | --- | --- | --- | ----- |
| 1    | Hansen World RX Team  | 21 | Timmy Hansen         | 2   | 1   | 1   | 2   | 3   | 4   | 2   | 5   | 4   | 408   |
| 1    | Hansen World RX Team  | 9  | Kevin Hansen         | 1   | 2   | 2   | 3   | 5   | 2   | 3   | 9   | 2   | 408   |
| 2    | GRX-SET World RX Team | 23 | Krisztián Szabó      | 4   | 5   | 5   | 4   | 6   | 3   | 4   | 3   | 7   | 359   |
| 2    | GRX-SET World RX Team | 68 | Niclas Grönholm      | 8   | 8   | 3   | 1   | 2   | 8   | 1   | 4   | 1   | 359   |
| 3    | KYB EKS JC            | 1  | Johan Kristoffersson | 3   | 7   | 7   | 5   | 1   | 1   | 6   | 1   | 3   | 342   |
| 3    | KYB EKS JC            | 91 | Enzo Ide             | 10  | 4   | 8   | 9   | 9   | 5   | 5   | 6   | 6   | 342   |

### RX2e

#### Classifica piloti
| Pos. | Pilota                  | BAR | SVE | FRA | BEN | GER | Punti |
| ---- | ----------------------- | --- | --- | --- | --- | --- | ----- |
| 1    | Guillaume De Ridder     | 1   | 4   | 3   | 1   | 1   | 134   |
| 2    | Jesse Kallio            | 5   | 1   | 4   | 2   | 2   | 123   |
| 3    | Pablo Suárez            | 4   | 10  | 10  | 5   | 3   | 76    |
| 4    | Patrick O'Donovan       | 3   | 6   | 9   | 7   | 7   | 76    |
| 5    | Isak Sjökvist           |     | 3   | 6   | 3   | 5   | 72    |
| 6    | Fraser McConnell        | 6   | 2   |     |     |     | 49    |
| 7    | Klara Andersson         |     |     |     | 4   | 8   | 34    |
| 8    | Dorian Deslandes        |     |     | 1   |     |     | 30    |
| 9    | Nils Andersson          |     | 7   | 8   |     |     | 29    |
| 10   | Conner Martell          |     |     | 5   | 9   |     | 26    |
| 11   | Reinis Nitišs           |     |     | 2   |     |     | 24    |
| 12   | Filip Thorén            |     |     |     | 6   | 9   | 23    |
| 13   | Damien Meunier          | 8   | 9   |     |     |     | 23    |
| 14   | Ole Henry Steinsholt    | 2   |     |     |     |     | 21    |
| 15   | Kobe Pauwels            |     |     |     |     | 4   | 21    |
| 16   | Linus Östlund           |     | 5   |     |     |     | 19    |
| 17   | Pepe Arqué              |     |     |     |     | 6   | 18    |
| 18   | Cyril Raymond           |     |     | 7   |     |     | 16    |
| 19   | Jose-Luis Garcia Molina | 7   |     |     |     |     | 13    |
| 20   | Christine Giampaoli     |     |     |     | 8   |     | 13    |
| 21   | Isak Reiersen           |     | 8   |     |     |     | 13    |
| 22   | Mark Flaherty           | 9   |     |     |     |     | 10    |
| 23   | Jan Oscar Ortfeldt      | 10  |     |     |     |     | 9     |
| 24   | Laia Sanz               |     |     |     | 10  |     | 9     |
| Pos. | Pilota                  | BAR | SVE | FRA | BEN | GER | Punti |

| Colore  | Risultato                |
| ------- | ------------------------ |
| Oro     | Vincitore                |
| Argento | 2º posto                 |
| Bronzo  | 3º posto                 |
| Verde   | Finito a punti           |
| Blu     | Finito senza punti       |
| Blu     | Non classificato (NC)    |
| Viola   | Ritirato (Rit)           |
| Nero    | Squalificato (SQ)        |
| Nero    | Escluso (ES)             |
| Bianco  | Non ha gareggiato        |
| Bianco  | Iscrizione ritirata (WD) |
| Bianco  | Non partito (NP)         |
| Bianco  | Gara cancellata (C)      |